# Kankelibranchus incognitus
Kankelibranchus incognitus Ortea, Espinosa & Caballer, 2005 è un mollusco nudibranchio della famiglia Polyceridae.